# Stealer: The Treasure Keeper
Stealer: The Treasure Keeper (en hangul, 스틸러: 일곱 개의 조선통보; hanja: 스틸러: 일곱 개의 朝鮮통보; romanización revisada del coreano: Seutilleo: Ilgop Gaeui Joseontongbo) es una serie de televisión surcoreana dirigida por Choi Joon-bae y protagonizada por Joo Won, Lee Joo-woo, Jo Han-chul, Kim Jae-won y Choi Hwa-jeong. Se emitió por el canal tvN desde el 12 de abril hasta el 18 de mayo de 2023, los miércoles y jueves a las 22:30 (hora local coreana). También está disponible en la plataforma de contenidos audiovisuales TVING en algunas regiones del mundo.

## Sinopsis
Hwang Dae-myung es un tranquilo funcionario de la Administración del Patrimonio Cultural sobre el que un día recaen sospechas de que tiene una conexión con un misterioso ladrón de objetos del patrimonio cultural conocido como Skunk. Entonces se une a un equipo no oficial de recuperación de activos culturales llamado Karma para aprehender al ladrón y luchar contra personas a las que la ley no logra alcanzar.

## Reparto

### Principal
- Joo Won como Hwang Dae-myung/Skunk:[5][6][7]

1. Hwang Dae-myung: funcionario de la División de Investigación Especial de la Administración del Patrimonio Cultural.
2. Skunk: un ladrón misterioso que siempre usa una máscara negra y roba obras de arte y bienes culturales del país, que luego adquieren ilegalmente personas de la alta sociedad.

- Lee Joo-woo como Choi Min-woo, una oficial de policía de élite que tras enfrentarse al jefe de la brigada de homicidios es asignada al equipo de patrimonio cultural de la Agencia de Policía Metropolitana de Seúl, adonde van a parar los policías problemáticos.[8][9][10]
- Jo Han-chul como Jang Tae-in: el fundador de Karma, exjefe del escuadrón antidrogas de la Sección de Delitos Violentos, que después de dañar bienes culturales por error se dio cuenta de su importancia, y lleva diez años trabajando en este campo.[8][9][11]
- Kim Jae-won como Shin Chang-hoon, exdetective de homicidios.[2][9][12]
- Choi Hwa-jeong como Lee Chun-ja, una mujer miembro de Karma, que es una jáquer con habilidades de piratería inigualables.[9][13][14]

### Secundario

#### División de Investigación Especial de la Administración del Patrimonio Cultural
- Min Su-hwa como Jin Ae-ri, el funcionario más joven de la Administración del Patrimonio Cultural y subordinado directo de Dae-myung.

#### Delincuentes
- Lee Deok-hwa como Kim Young-soo: una persona que se encuentra en la cima de la riqueza con numerosos bienes culturales, pero está cegada por la codicia sin fin.[15][16]
- Choi Jung-woo como el Dr. Ko, un legendario ladrón de tumbas y cazador de tesoros.
- Jung Eun-pyo como Choi Song-cheol, director del Instituto de Historia y Cultura.
- Jeon Jin-oh como Kim Young-chan, un ladrón de antigüedades y bienes culturales.
- Jang Gwang como el presidente Yang, un coleccionista de antigüedades.
- Kim Jae-cheol como Cho Hwin-dal, antiguo ladrón y asesino.
- Kim Hak-cheol.
- Song Jae-hee como Jang Chun-peong, jefe de la tríada (ep. 6).[17]

### Apariciones especiales
- Wang Jong-geun como presentador del programa de televisión Finding Treasure.
- Lee  Sang-joon como un ladrón de antigüedades.
- Kim Young-jae como el padre de Dae-myung.
- Kim Hak-cheol como el presidente Wang In-cheol.
- Kim Won-hyo como Kim Young-bae.
- Sim Jin-Hwa como Shim Mi-Young.

## Producción
El director Choi Jun-bae lo fue también de las series Mouse (2021) y Come and Hug Me (2018).
El 2 de marzo de 2023 se publicaron imágenes tomadas durante la primera lectura del guion; seis días después se lanzó el primer tráiler, al que siguieron otros dos en las semanas sucesivas, además de dos carteles y de abundante documentación fotográfica.

## Audiencia
| Temporada | Temporada | Episodio número | Episodio número | Episodio número | Episodio número | Episodio número | Episodio número | Episodio número | Episodio número | Episodio número | Episodio número | Episodio número | Episodio número | Promedio |
| Temporada | Temporada | 1               | 2               | 3               | 4               | 5               | 6               | 7               | 8               | 9               | 10              | 11              | 12              | Promedio |
| --------- | --------- | --------------- | --------------- | --------------- | --------------- | --------------- | --------------- | --------------- | --------------- | --------------- | --------------- | --------------- | --------------- | -------- |
|           | 1         | 968             | 705             | 764             | 846             | 738             | 651             | 537             | 580             | 511             | 567             | 428             | 536             | 653      |

| Episodio | Fecha de emisión    | Índice de audiencia (Nielsen Korea) | Índice de audiencia (Nielsen Korea) |
| Episodio | Fecha de emisión    | Nacional                            | Seúl                                |
| --- | ------------------- | ----------------------------------- | ----------------------------------- |
| 1 | 12 de abril de 2023 | 4,678 % (2.ª)                       | 4,964 % (2.ª)                       |
| 2 | 13 de abril de 2023 | 3,668 % (2.ª)                       | 4,397 % (2.ª)                       |
| 3 | 19 de abril de 2023 | 3,582 % (2.ª)                       | 3,913 % (2.ª)                       |
| 4 | 20 de abril de 2023 | 3,766 % (2.ª)                       | 3,926 % (2.ª)                       |
| 5 | 26 de abril de 2023 | 3,638 % (2.ª)                       | 4,224 % (2.ª)                       |
| 6 | 27 de abril de 2023 | 3,14 % (2.ª)                        | 3,677 % (2.ª)                       |
| 7 | 3 de mayo de 2023   | 2,396 % (3.ª)                       | 2,951 % (3.ª)                       |
| 8 | 4 de mayo de 2023   | 2,225 % (2.ª)                       | 2,213 % (2.ª)                       |
| 9 | 10 de mayo de 2023  | 2,418 % (3.ª)                       | 2,739 % (3.ª)                       |
| 10 | 11 de mayo de 2023  | 2,325 % (2.ª)                       | 2,521 % (2.ª)                       |
| 11 | 17 de mayo de 2023  | 1,939 % (3.ª)                       | 2,287 % (3.ª)                       |
| 12 | 18 de mayo de 2023  | 2,32 % (2.ª)                        | 2,812 % (2.ª)                       |
| Promedio | Promedio            | 3,008%                              | 3,385%                              |
| - En la tabla superior, aparecen en azul los índices más bajos, y en rojo los más altos. - Esta serie se transmite mediante televisión por cable/TV de pago, que por lo general tiene una audiencia más pequeña en comparación con la de cadenas públicas como (KBS, SBS, MBC y EBS). |                     |                                     |                                     |